# Helodon multicaulis
Helodon multicaulis är en tvåvingeart som först beskrevs av Popov 1968.  Helodon multicaulis ingår i släktet Helodon och familjen knott. Inga underarter finns listade i Catalogue of Life.